# Ubicuitina C
La ubicuitina C es una proteína codificada en humanos por el gen UBC. Pertenece a la familia de las ubicuitinas, cuya función principal es marcar a otras proteínas para su destrucción por medio del proceso de proteólisis.

## Interacciones
La ubicuitina C ha demostrado ser capaz de interaccionar con:
- SCNN1A[4][5]
- SCNN1G[4][5]
- Parkina (ligasa)[6][7]
- P70-S6 quinasa 1[8]
- TRAF6[9][10][11][12][13]
- HDAC3[14]
- SFPQ[15]
- S100A10[16]
- SMAD3[17][18]
- NOTCH1[19]
- HIF1A[20][21][22]
- EGFR[23][24][25]
- E2F1[26]
- Basigina[27]
- IRAK1[9][12][28][29]
- NFE2L2[30][31]
- RIPK1[9][13][32][33][34]
- Mdm2[35][36][37]
- Receptor opioide kappa[38]
- NUAK1[39]
- BIRC2[33][40][41]
- Receptor de hormona tiroidea alfa[14]
- Factor de transcripción Sp1[42]
- SMURF2[43][44]
- MARK4[39]
- Cdk1[14]
- PCNA[45][46][47]
- p53[23][35][36][37][48][49][50][51]